# Amado Cruz
Amado Emanuel Cruz (* 17. November 1987) ist ein belizischer Kanute. 2019 trat er bei den Panamerikanischen Spielen in Lima, Peru im Wettbewerb über K-1 200 m und K-1 1000 m an. Bei den Olympischen Spielen 2020 in Tokio nahm er als erster Teilnehmer aus Belize in den Wettbewerben K-1 200 m und K-1 1000 m teil.